# Titanidiops
Genre
Synonymes
- Pachyidiops Simon, 1903

Titanidiops est un genre d'araignées mygalomorphes de la famille des Idiopidae.

## Distribution
Les espèces de ce genre se rencontrent en Asie et en Afrique.

## Liste des espèces
Selon World Spider Catalog (version 25.5, 10/01/2025) :
- Titanidiops birmanicus Schwendinger & Huber, 2024
- Titanidiops bombayensis (Siliwal, Molur & Biswas, 2005)
- Titanidiops bonny (Siliwal, Hippargi, Yadav & Kumar, 2020)
- Titanidiops briodae Schenkel, 1937
- Titanidiops canariensis Wunderlich, 1992
- Titanidiops compactus (Gerstaecker, 1873)
- Titanidiops constructor (Pocock, 1900)
- Titanidiops crassus (Simon, 1884)
- Titanidiops fortis (Pocock, 1900)
- Titanidiops inermis Schwendinger, 2024
- Titanidiops insularis Schwendinger, 2024
- Titanidiops joida (Gupta, Das & Siliwal, 2013)
- Titanidiops lacustris (Pocock, 1897)
- Titanidiops maroccanus Simon, 1909
- Titanidiops medini (Pratihar & Das, 2020)
- Titanidiops melloleitaoi Caporiacco, 1949
- Titanidiops nilagiri (Das & Diksha, 2019)
- Titanidiops oriya (Siliwal, 2013)
- Titanidiops pylorus (Schwendinger, 1991)
- Titanidiops robustus (Pocock, 1898)
- Titanidiops sayamensis Schwendinger & Hongpadharakiree, 2024
- Titanidiops syriacus (O. Pickard-Cambridge, 1870)
- Titanidiops tenuis Schwendinger, 2024
- Titanidiops vankhede (Siliwal, Hippargi, Yadav & Kumar, 2020)
- Titanidiops yemenensis (Simon, 1890)

## Systématique et taxinomie
Ce genre a été décrit par Simon en 1903 dans les Aviculariidae. Il est placé en synonymie avec Idiops par Raven en 1985. Il est relevé de synonymie par Wunderlich en 1992.
Pachyidiops a été placé en synonymie par Schwendinger, Huber et Hongpadharakiree en 2024.

## Publication originale
- Simon, 1903 : Histoire naturelle des araignées. Paris, vol. 2, p. 669-1080 (texte intégral).